# The Slim Shady Show
The Slim Shady Show foi uma série de desenhos animados que foi lançada pela primeira vez na Internet e posteriormente lançadas em DVD. Cada episódio teve aproximadamente 5 minutos de duração. Eles centraram-se nas aventuras ficcionais de Eminem com seus alteregos Slim Shady, Marshall Mathers e Ken Kaniff. A série foi dirigida por Mark Brooks e Peter Gilstrap.
A maioria dos personagens foram expressos pelo próprio Eminem, com contribuições de diretores e outros, tais como Paul Rosenberg e Xzibit.
Devido ao caráter explícito, a série recebeu da OFLC a classificação +18.

## Episódios
- Party Crashers
- Plexi Max Extravaganza
- Dyke Hills Mall
- Movie Star Marshall
- Slim Shank Redemption
- Ouija Board Blunders
- Devirgination
- Parent-Teacher Night
- The Ass and the Curious

## Elenco
- Eminem - (retrata seus alteregos) Slim Shady, Marshall Mathers, Eminem e Ken Kaniff mais diversos outros personagens
- Mark Brooks - Dave
- Lord Sear - Big D
- Xzibit - Knuckles

Outro elenco de vozes incluem Peter Gilstrap, Janet Ginsburg, Lisa Jenio e Paul Rosenberg.